# El Hombre y la Máquina
El Hombre y la Máquina (en inglés Man, Moment, Machine) es un programa emitido por The History Channel y conducido por Hunter Ellis. Cada programa documenta, mediante reconstrucciones y teatralizaciones, algún importante evento en la historia y ahonda en los detalles de, como el título sugiere, la persona y su entorno, la máquina y su creación, y el momento histórico en el que se desarrolla. 
Fue emitido durante el 2005 y el 2006 en dos temporadas, con un total de 24 episodios.